# Racemización

Enantiómeros.

La racemización es la acción o el proceso de cambio de un compuesto ópticamente activo en un compuesto racémico o una mezcla ópticamente inactiva de las formas R (rectus, derecha) y S (sinister, izquierda) correspondientes.
Esto es una consideración importante en la estabilidad farmacéutica. La actividad óptica de un compuesto se puede controlar mediante polarimetría y se reporta en términos de rotación específica.

## Rotación

Formas en espejo de la glucosa, d(+) y l(-) glucosa

Un enantiómero, (del término griego enantios, que significa "espejo") que rota el plano de la luz polarizada hacia la derecha (en el sentido de las agujas del reloj), se dice que es dextrorrotatorio, dextrógiro o una forma dextro (que rota hacia la derecha), y suele colocársele al nombre de este la letra d, o un signo positivo (+). Si lo hace hacia la izquierda, es levorrotatorio, levógiro o una forma levo (que rota hacia la izquierda), y suele colocársele como prefijo al nombre la letra l, o un signo negativo (–).
La única forma de saber si es el enantiómero l ó d es de manera experimental y a cada uno se le conoce como isómero del otro.
Se ha utilizado la cromatografía líquida de alto rendimiento (CLAR) quiral además de la polarimetría para confirmar la pureza enantiomérica de una muestra.

## Importancia farmacéutica
Supongamos que la sustancia farmacológica (por ejemplo la alanina) tiene solo un centro quiral y que se ha sintetizado para proporcionar un gran exceso enantiomérico de l(-)alanina. Entonces el enantiómero opuesto, la d(+)alanina presente en la sustancia sintetizada se considera como una impureza.
 
El criterio de aceptación para la cantidad de enantiómero en una especificación de producto farmacológico, es generalmente el mismo que el dado en la especificación de sustancia de fármaco para productos farmacéuticos en desarrollo clínico, a menos que haya evidencia potencial de que puede producirse racemización en el fármaco. En este caso, el criterio de aceptación para el producto farmacológico puede ser mayor que el de la sustancia farmacológica. Sin embargo, es responsabilidad del fabricante controlar la cantidad del otro enantiómero en el producto farmacéutico. No es raro tener un criterio de aceptación para el enantiómero tan alto como 1.0 a 2.0 por ciento, con relación a la sustancia del fármaco. Esto es importante dado que un enantiómero por lo regular es inactivo y, por ende, no tener actividad farmacológica.
Cuando existen cantidades iguales de isómeros d y l, la mezcla resultante no tiene actividad óptica puesto que las actividades de cada
isómero se anulan entre sí. Tal mezcla se designa como racémica o mezcla DL.

### Epimerización
En ocasiones se utiliza el término epimerización para indicar que los isómeros difieren como consecuencia de variaciones en la configuración de los -OH y -H unidos a los átomos de carbono. Los miembros de la familia de las tetraciclinas tienen más probabilidades de incurrir en epimerización. Esta reacción se produce rápidamente cuando el fármaco disuelto se expone a un pH de un intervalo intermedio (superior a 3), y da como resultado la reordenación estereoquímica del grupo dimetilamino. El epímero de la tetraciclina es la epitetraciclina, que tiene poca o ninguna actividad antibacteriana.